# Helene-Lange-Gymnasium (Dortmund)
Das Helene-Lange-Gymnasium (HLG) ist ein städtisches, koedukatives Gymnasium im Dortmunder Stadtteil Hombruch. Es wurde 1959 gegründet und zählt heute rund 1000 Schülerinnen und Schüler. Benannt ist es nach der Pädagogin und Frauenrechtlerin Helene Lange.

## Schulprofil
Das Helene-Lange-Gymnasium bietet ein  Bildungsangebot mit sprachlichem, naturwissenschaftlichem und musisch-künstlerischem Schwerpunkt sowie bilingualem Zweig. Es ist überregional bekannt für sein jährlich stattfindendes Nikolaus-Konzert, das als wichtigste kulturelle Veranstaltung der Schule gilt und große Teile der Schulgemeinschaft sowie die Öffentlichkeit einbindet.

## Schulgeschichte
Das Helene-Lange-Gymnasium wurde 1959 gegründet. Es entstand durch Teilung aus dem Schiller-Gymnasium.